# Kinderzeche
Die Kinderzeche ist ein historisches Kinder- und Heimatfest in der früheren Reichsstadt Dinkelsbühl. Der Ursprung des ehemaligen Schulfestes lag wohl in der Gründung der Lateinschulen in den Städten des Schwäbischen Städtebundes bzw. Schwäbischen Reichskreises um das Jahr 1500. Da sich die Kinderzeche aus einem Schulfest heraus entwickelte, was zu einer hohen Beteiligung von Kindern und Jugendlichen geführt hat, sind das historische Festspiel und der Umzug durch die Stadt heute ein fester Bestandteil des kollektiven Bewusstseins der Bevölkerung.
Dinkelsbühler Bürger aller Generationen feiern die historisch unbelegte Geschichte aus dem Dreißigjährigen Krieg, dass ein Kindermädchen (Kinderlore) mit einer Gruppe von Kindern vermochte, was alle Ratsherren nicht schafften: die schwedischen Eroberer davon abzubringen, die Stadt zu zerstören und auszuplündern. Aufgrund der Veranstaltungen und Begegnungen über das reine Festspiel und den Umzug hinaus (z. B. „Schwedenlager“ vor der Stadt) gewinnt das Anziehen und sich Bewegen in der Kleidung aus dem 17. Jahrhundert eine immer größere Bedeutung für die Beteiligten.

## Entstehung und Entwicklung der Kinderzeche
Ihre wahrscheinliche Wurzel hat die heutige Dinkelsbühler Kinderzeche im katholischen Chorschulwesen, wie aus einem Briefwechsel von 1475 zu schließen ist. Aus der Belohnung für ihre Dienste entwickelte sich ab 1629 das Zechgeld der katholischen Lateinschüler und ihr Schulauszug zum Ferienbeginn in eine Dorfwirtschaft, nämlich die Katholische Schulzeche. Eindeutig ist das „Zechgeld“ für Schüler 1629 in einem Rechnungseintrag der katholischen Stipendiatenpflege wie auch in der katholischen Kirchenpflege fassbar. In letzterer heißt es, dass Magister und Kantoren 3 Gulden erhalten, „als sie die Jugend ausgeführt zur Zech“. Eine evangelische Lateinschule war verboten, weil damals der Magistrat rein katholisch war. Erst drei Jahre nach Einführung einer paritätischen, bikonfessionellen Ratsverfassung 1649 konnte eine eigene evangelische Lateinschule eröffnet werden, so dass ab 1654 nun eine Evangelische Kinderzeche stattfand, die nicht nur die Lateinschüler, sondern auch die Kinder der evangelischen Deutschen Schule einbezog. Die Stadtkammer zahlte ab 1666 regelmäßig den Kindern an ihrer jeweiligen Zeche 4 Gulden aus.
Die beiden Schulfeiern wurden bis zum Reichsstadtende 1802 stets konfessionell und zeitlich eine Woche voneinander getrennt abgehalten. Dabei wurde die Katholische Schulzeche zu einem Fest mit Tänzen in der Schule, während sich die Evangelische Kinderzeche als Schulfest zum städtischen Volksfest auf dem Schießwasen ausweitete. Erstmals beschrieben wurde der Kinderauszug samt Festivitäten in einer Reisebeschreibung 1788, bei dem sich die Knaben in Fantasieuniformen kleideten. Nachdem Dinkelsbühl 1806 eine königlich bayerische Landstadt geworden war, zogen sie in bayerischen Landwehruniformen durch die Straßen.

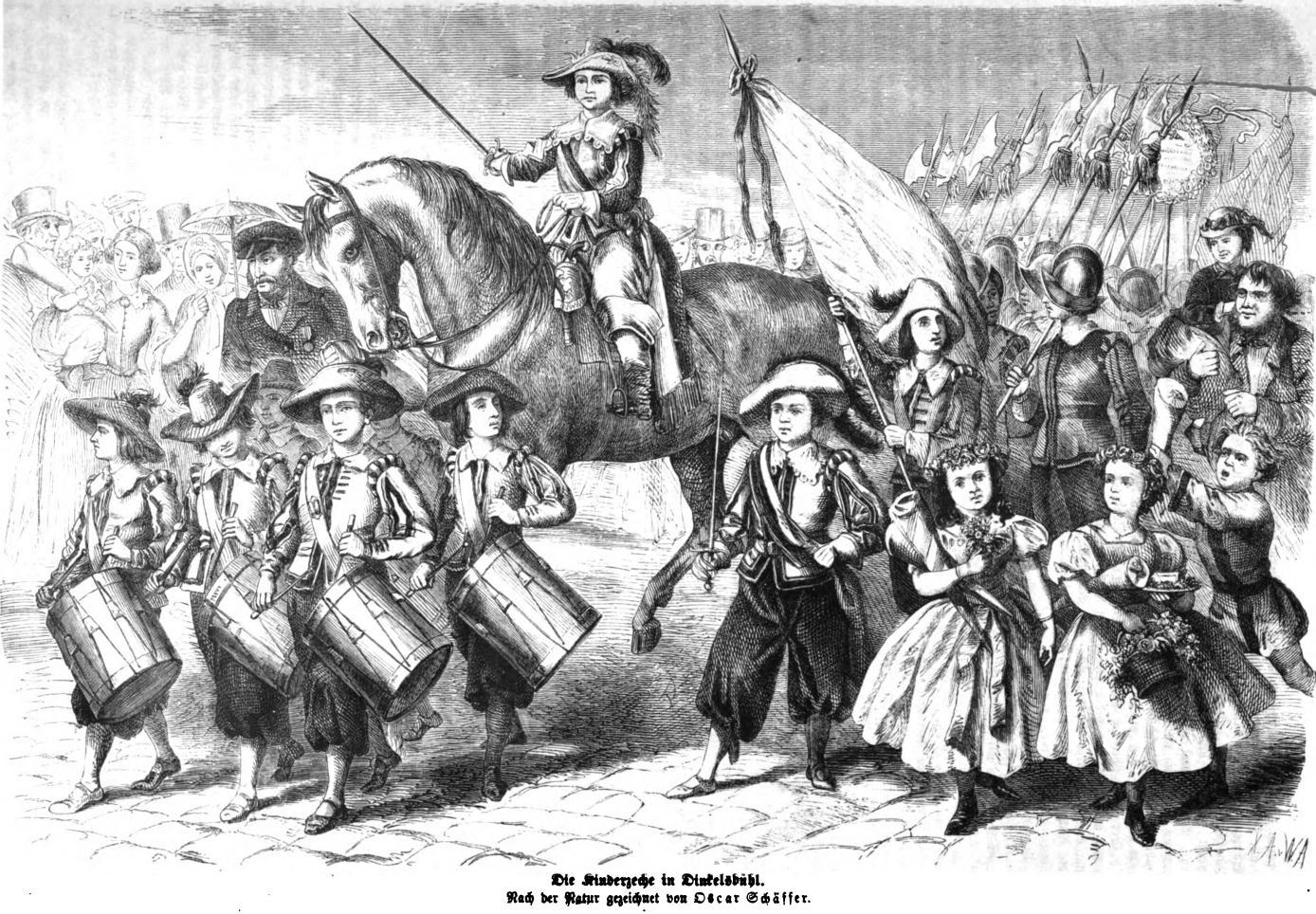
Kinderzeche (1864)

Ab 1848 setzte die Historisierung durch Verknüpfung der Evangelischen Kinderzeche mit den Ereignissen des Jahres 1632, nämlich der kampflosen Übergabe der Stadt am 11. Mai 1632 im Dreißigjährigen Krieg an die Schweden, ein. Die Kinder erhielten „Schwedenuniformen“, der Spruch des Kleinen Obristen wurde gedichtet, in dem eine Kinderschar das Herz des Feindes erweicht. Ab 1865 begannen dann vereinzelt katholische Kinder mitzuziehen. Mit dem Historischen Festspiel von Ludwig Stark 1897, der die Kinderlore als Gegenspielerin des Obristen Sperreuth erdachte, und einem Historischen Umzug wurde aus den einstigen Schülerfeiern ein Heimatfest, bei dem die Schulen weiterhin mit umziehen und mit Tänzen beteiligt sind.
Entsprechende Feste in anderen schwäbischen Reichsstädten sind z. B. das Stabenfest in Nördlingen, das Tänzelfest in Kaufbeuren, der Maientag in Göppingen oder das Rutenfest in Ravensburg.

## Knabenkapelle

Knabenkapelle in Rokokouniformen beim Festzug.

1868 wurde die inzwischen weit über Dinkelsbühl hinaus bekannte Knabenkapelle gegründet. Sie war 20 Mann stark und trug ebenfalls „schwedische Uniformen“, weshalb sie „Schwedenmusik“ genannt wurde. Heute zählt sie 120 Mitglieder und trägt die gleichen Uniformen wie das sogenannte Knabenbataillon, die Rokokouniformen des Regiments Baden-Durlach, dem Dinkelsbühl zur Reichsstadtzeit angehörte.

## Historische Kinderzeche ab 1897
Ab 1897 ergänzte das „historische Festspiel“ von Ludwig Stark die Kinderzeche und machte sie über die Grenzen Deutschlands hinaus bekannt. Es entsprach dem Geist der Zeit, die Geschichte durch Laienspielgruppen wieder aufleben zu lassen. Allerdings waren die Verbindungen zwischen Festspiel und Stadtvergangenheit oft gewaltsam konstruiert. Dinkelsbühl wurde vom Rat kampflos an die Schweden übergeben und dies von der mehrheitlich protestantischen Bürgerschaft begrüßt. Als Zugeständnis an das Publikum umrahmte Stark die Fabel von der Errettung der Stadt durch Kinder mit der Kinderlore. In Dinkelsbühl konnte nämlich das Spiel an eine Sage mit Kindern anknüpfen, die über Generationen lebendig geblieben war. Die Uraufführung des Festspiels am 12. Juli 1897 war ein voller Erfolg. Da die Rollen von Dinkelsbühler Bürgern gespielt wurden und werden, verankerte sich das Festspiel selbst als ein Stück Heimatkultur. Mit der Einführung des Festspiels erlebten auch das Knabenbataillon und die Knabenkapelle eine Umgestaltung. Ihre Uniformen sollten an eine andere Epoche der Stadtgeschichte erinnern, an die ausgehende Reichsstadtzeit. Sie erhielten die Uniformen des Regimentes Baden-Durlach, zu dem die Reichsstädte Dinkelsbühl und Kaufbeuren Kontingente stellten, wobei der Hauptmann von der größeren Reichsstadt Kaufbeuren gestellt wurde.
Den Hintergrund für die Kinderlore im Festspiel, einer Jeanne-d’Arc-Rolle, liefert der Dreißigjährige Krieg, in dessen Verlauf die Reichsstadt Dinkelsbühl achtmal besetzt wurde, ohne jemals zerstört zu werden. Nachzulesen ist dies u. a. im Tagebuch des Landsknechts Peter Hagendorf, „Ein Söldnerleben im 30jährigen Krieg“, in dem er u. a. seine mehrfachen Einquartierungen in Dinkelsbühl beschreibt.

### Rolle der Kinderlore
Bei dieser handelt es sich um ein Mädchen, das durch sein mutiges Agieren den Feind milde gestimmt hat.
Die „ehrwürdigen hohen Räte der Stadt Dinkelsbühl“ sind bei der entscheidenden Ratssitzung uneinig darüber gewesen, ob die katholische regierte Stadt (es waren aber tatsächlich höchstens 30 % der Bürger katholisch) den evangelischen Schweden zu überlassen wäre oder ob Widerstand zu leisten sei. Die Ratsherren mussten aber bald erkennen, dass diese Ablehnung aussichtslos war, und waren daraufhin bereit, die Stadt den Schweden nach längerem Widerstand in der Hoffnung auf Schonung zu übergeben.
Einer der schwedischen Unterhändler hatte aus Unachtsamkeit die Bemerkung gemacht, dass der junge Sohn des schwedischen Heerführers kurz zuvor gestorben sei. Dies hatte Lore, die Tochter des städtischen Turmwächters, erfahren, und sie hatte eine Idee: Sie sammelte die Kinder der Stadt um sich.
Als der schwedische Heerführer bei der Übergabe der Stadt ankündigte, diese für ihren Widerstand zu bestrafen, der Plünderung durch seine Soldaten zu überlassen und sie anschließend zu zerstören, zog Lore mit den Kindern vor den Heerführer und bat um Gnade für die Stadt um der Kinder willen. Der Anführer, durch den Tod seines Sohnes noch in Trauer, war daraufhin so gerührt, dass er Dinkelsbühl tatsächlich verschonte.

### Kinderzeche heute

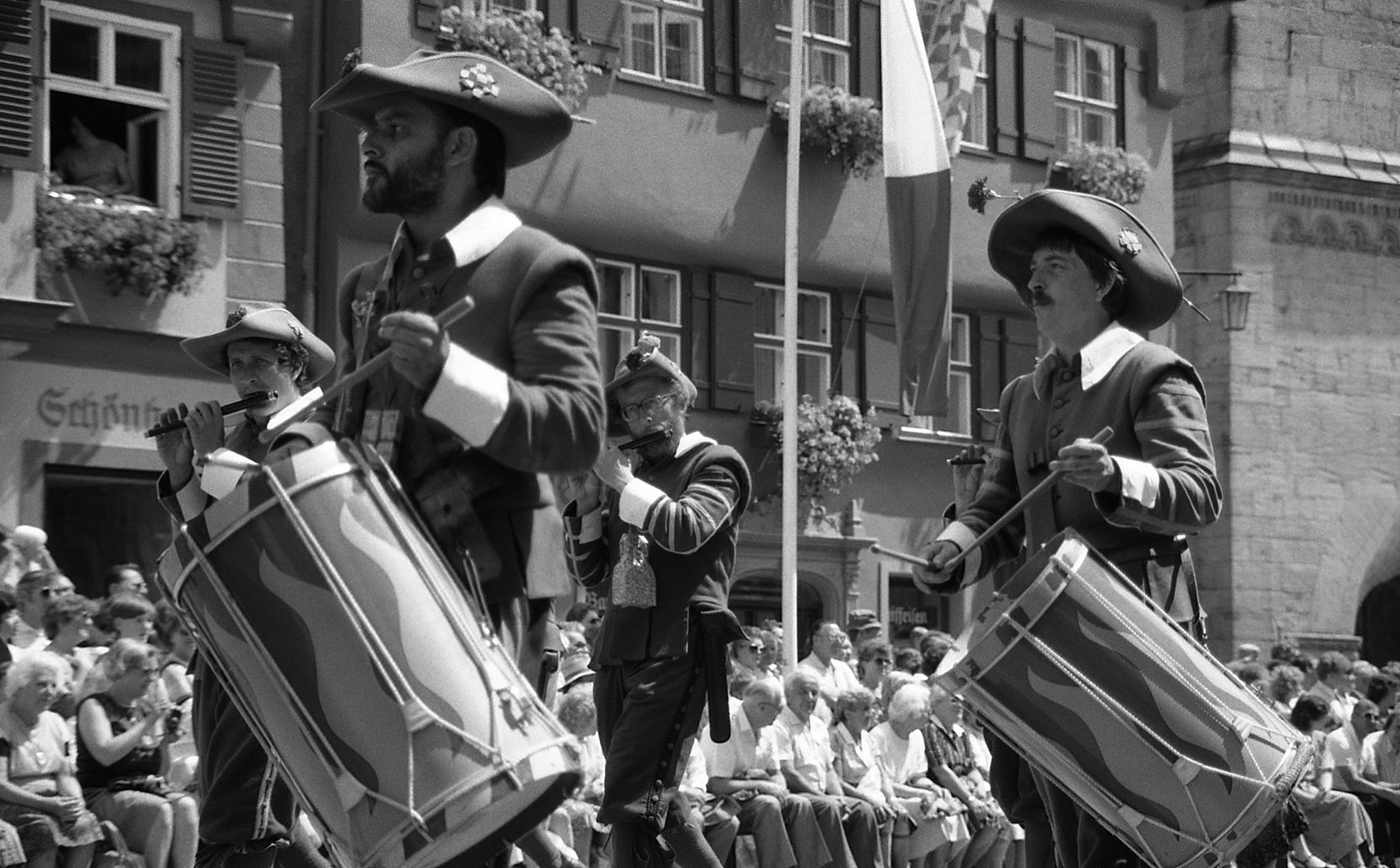
Das schwedische Pfeifer- und Trommlerkorps spielt in der gesamten Festspielwoche der Kinderzeche eine wichtige Rolle.

Die Kinderzeche hat sich in Dinkelsbühl zum zentralen Fest der Bürgerschaft entwickelt. Es ist gelungen, die getrennten Schulfeiern als Wurzeln des Festes mit der Historisierung um die Sage von der Errettung der Stadt durch Kinder zu einer Einheit zu verbinden. Knabenbataillon, Auszug der Schüler und Schülerinnen, ihre Reigen und die Kinderzechgucken als Gabe der Bürgerschaft sind erhalten geblieben und mit Festspiel und Schwedenlager vervollständigt worden. Mehr als 1100 Aktive sind jedes Jahr daran beteiligt.
Die Finanzierung erfolgt zum größten Teil aus eigenen Kräften, das heißt aus Festabzeichenverkauf, Eintrittsgeldern und Spenden der Bevölkerung. Der Termin dieser für die Stadt Dinkelsbühl überaus wichtigen Veranstaltung sind in jedem Jahr die Wochenenden vor und nach dem dritten Montag im Juli.
Ebenfalls Teil der Kinderzech-Festwoche ist das Volksfest auf dem „Schießwasen“ verbunden mit dem großen Angebot an Fahrgeschäften sowie Bierzelten, das ebenfalls für Teile der Bevölkerung große Wichtigkeit hat. Für die Dinkelsbühler stellt der „Schießwasen“ den weltlichen Teil der Kinderzeche dar.
Die Kinderzeche hat seit dem Dezember 2014 Eingang in das Verzeichnis des immateriellen Kulturerbes des Freistaates Bayern gefunden und erfüllt somit die Kriterien der Unesco bezogen auf das Übereinkommen zum immateriellen Kulturerbe der Menschheit. Seit dem Dezember 2016 ist die Kinderzeche in das Verzeichnis des immateriellen Kulturerbes der Bundesrepublik Deutschland aufgenommen.

## Kinderzech’-Zeughaus

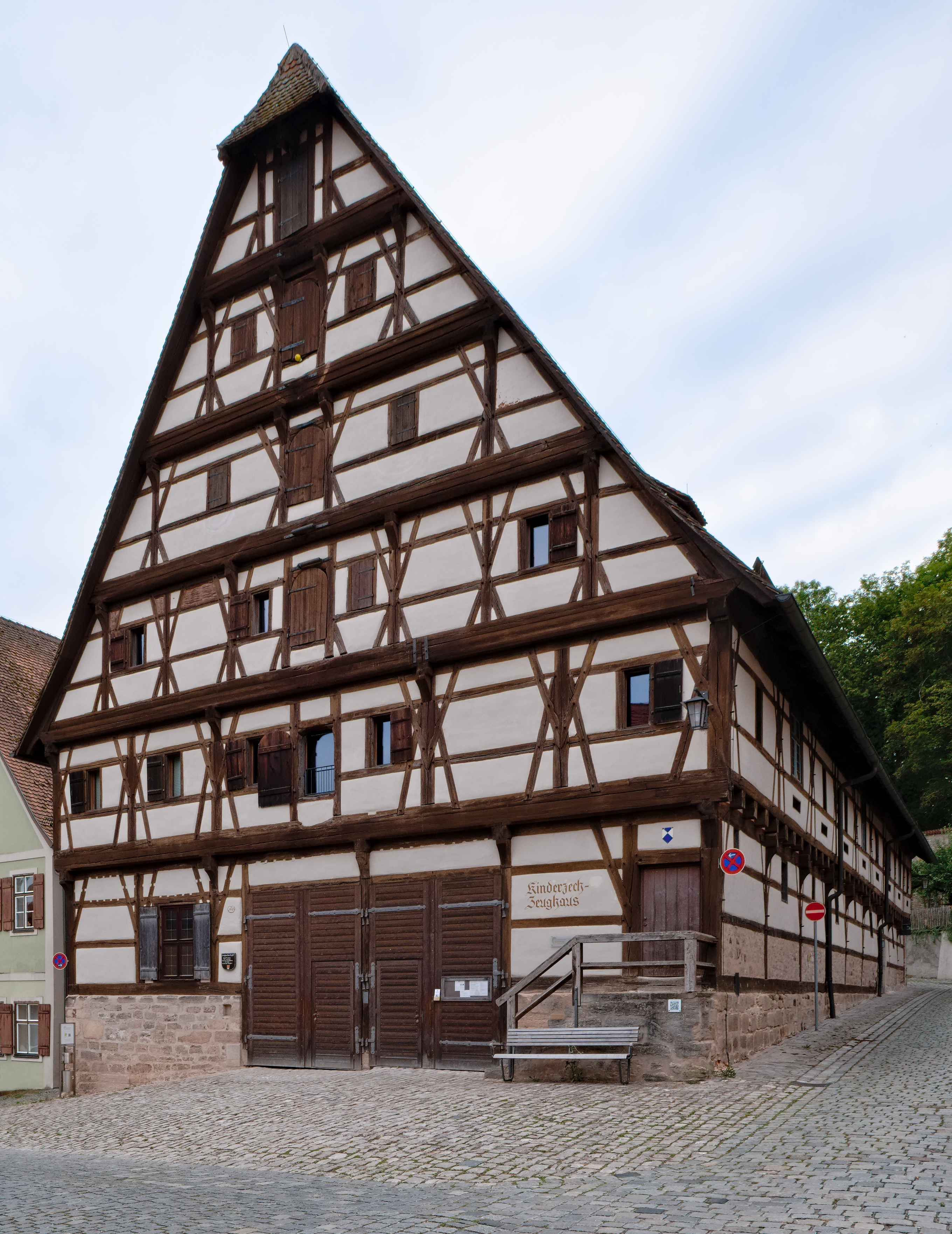
Das Kinderzech'-Zeughaus

Seit Oktober 2006 wurde in die alte Kornscheune, Bauhofstraße 43 mit Mitteln der Deutschen Stiftung Denkmalschutz, des Freistaates Bayern, der Region Hesselberg, der Stadt Dinkelsbühl und der Kinderzeche ein „begehbares Magazin“ errichtet.
Dieses „Kinderzech’-Zeughaus“ beherbergt die Kostüme, Schuhe, Waffen und das Lederzeug der Kinderzeche, steht aber auch als begehbares Magazin mit musealem Charakter den Besuchern offen. Ein Eindruck von der Veranstaltung kann so das ganze Jahr in Führungen vermittelt werden.
Dort werden Unterrichtsinhalte, die sich mit dem Heimat- und Brauchtumsgedanken beschäftigen, in realer historischer Umgebung vermittelt. Auch besteht die Möglichkeit, Schülern alte Handwerkstechniken wie z. B. die Sattlerei oder das Schuhmacherhandwerk erlebbar zu machen.
Seit Januar 2009 ist das Kinderzech’-Zeughaus als Museum anerkannt.